# 네벤 수보티치
네벤 수보티치(Neven Subotić, 1988년 12월 10일 ~ )는 세르비아의 은퇴한 축구 선수로, 현역 시절 포지션은 센터백이었다. 2006-07 시즌 마인츠의 선수로 데뷔하였고, 2008년부터 2018년까지 보루시아 도르트문트의 선수로 활동했다. 세르비아 국가 대표 선수이기도 했다.

## 어린 시절
보스니아계 혈통의 세르비아인으로, 바냐루카에서 태어났다. 1994년, 그가 5살일 때 가족은 독일의 쇰베르크로 이주하였다. 7살 때 네벤은 TSV 슈바르첸부르크에서 축구하였다.
90년대 말, 그의 가족의 체류 허가 기한이 만료되자, 보스니아로 돌아가는 대신 1999년에 다시 미국으로 건너갔다. 그의 가족은 네벤의 5촌이 사는 유타주 솔트레이크시티에 정착하였다. 네벤은 그곳에서 스파르타 골드와 임팩트 블랙의 유소년팀에서 뛰기도 하였다.
2년 뒤 가족은 또다시 플로리다주의 브래덴턴으로 이주하였다. 네벤의 자매 나탈리야는 그곳에서 닉 볼레티에리 테니스 아카데미에 들어가 테니스를 배웠다. 그곳에 있는 동안 그는 G. T. 브레이 파크에서 미국 청소년 국가대표팀의 수석코치 케이스 펄크의 주목을 받고, 존 엘링어 감독이 그를 시험한 뒤 미국의 U-17 대표팀으로 차출하였다. 당시 그는 소속이 없었지만, 얼마 지나지 않아 남 플로리다 대학의 사우스 플로리다에 합류하게 되었다.
네덜란드의 U-17 국가대표팀과의 경기 후, 수보티치는 스티브 켈리로부터 유럽에서 뛸 것을 제안받았다. 1. FSV 마인츠 05에서 시험을 받은 수보티치는 곧 팀에 합류하였고 마인츠 2군이 있는 4부리그에서 프로 데뷔를 하였다.

## 클럽 경력

### 마인츠
2006-07시즌의 데뷔는 분데스리가 마지막 상대인 바이에른 뮌헨이었고, 팀은 패하여 강등당했다. 다음 시즌 2부리그에서, 그는 인상적인 모습을 보이며 팀이 37골만을 허용하게 하였다. 팀은 4위로 마무리하여 1부리그 재승격에 실패하였다. 당시 3위 팀과의 승점차는 불과 2점이었다.
2008년 여름, 마인츠의 감독 위르겐 클로프가 보루시아 도르트문트의 새 감독으로 내정되었고, 그는 감독을 따라 이적하였다.

### 보루시아 도르트문트
2008년 6월 4일, 수보티치는 보루시아 도르트문트와 5년 계약을 맺었다. 그는 바이에른 뮌헨과의 슈퍼컵 경기에서 데뷔하였고, 팀은 2-1로 승리하였다. 이 경기에서 수보티치의 수비는 관심을 모았다. 2008년 12월, 그는 루시우와 필리프 람 등의 쟁쟁한 수비수들과 더불어 2008-09시즌 전반기 베스트 11으로 뽑혔다. 그 후로도 좋은 모습을 보이며, 저돌적인 공격력도 보였다 (시즌 6골).
2009년 6월, 여름 2014년에 만료되는 새 계약서에 서명하였다. 2009-10시즌, 수보티치는 34경기에 모두 출장한 4명중 1명이 되었다.
2010년 12월 15일, 수보티치는 유럽대항전 첫 골을 UEFA 유로파리그 2010-11의 K조 조별리그 마지막 경기인 세비야 FC전에서 득점하였다. 그는 헤딩골을 넣었고 경기는 2-2로 종료하였다. 세비야 원정에서 반드시 승리해야 32강에 진출할 수 있는 도르트문트였지만, 무승부를 거두어 최종 조 3위로 32강 진출에 실패하였다. 2010-11 겨울이적시장에서, 부상당한 알렉스의 대체자를 물색하던 런던의 첼시 FC로부터 제의를 받았고, 2011년 1월 중순에는 £17.5M의 제안을 하였으나 보루시아는 이적을 무산시켰다.

## 수상

### 클럽
보루시아 도르트문트
- UEFA 챔피언스리그

준우승: 2012–13
- 분데스리가

우승: 2010-11, 2011-12
- DFB 포칼

우승: 2011-12
- 독일 슈퍼컵

우승: 2013